# Ballade van den katholiek

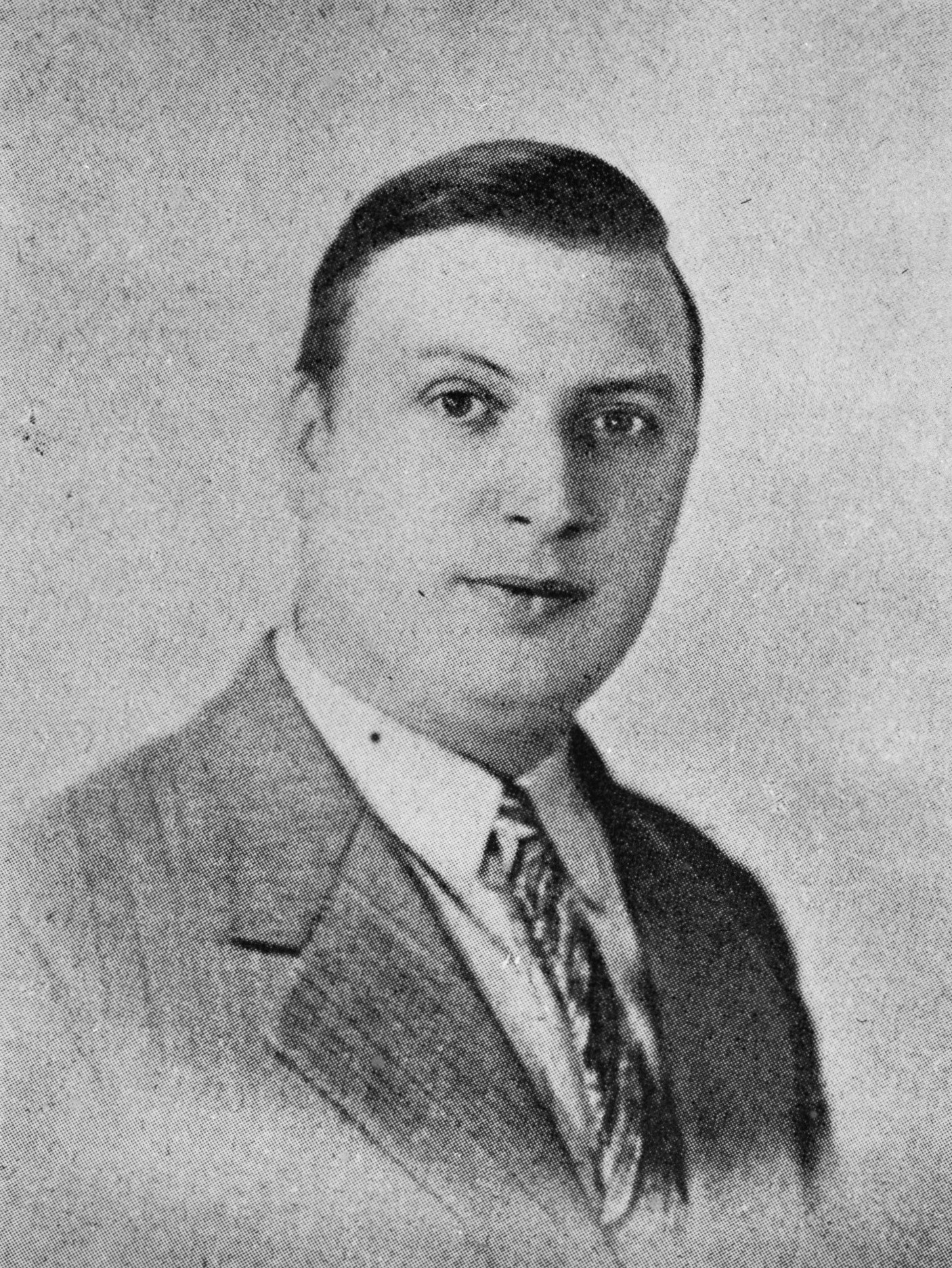
W.J.M.A. Asselbergs, alias Anton van Duinkerken, rond 1940.

De Ballade van den katholiek is een gedicht uit 1935 van de Nederlandse rooms-katholieke schrijver en dichter Anton van Duinkerken (pseudoniem van Wilhelmus Johannes Maria Antonius Asselbergs).
In december 1935 werd het stuk De beul van de Zweedse schrijver Pär Lagerkvist ten tonele gebracht door de Amsterdamse Toneelvereniging. Het onderwerp was de strijd tussen zwarten en witten, maar was eerst en vooral een zinspeling op de rassenleer van de nazi's. Anton Mussert, leider van de NSB, was razend over dit stuk, ook omdat het een gesubsidieerde opvoering betrof; hij publiceerde in zijn krant Volk en Vaderland daarna het stuk 'Gesubsidieerde liederlijkheid'. Tot die subsidie had onder anderen middels de Amsterdamse Commissie van Bijstand voor Kunstzaken Van Duinkerken positief geadviseerd.
In zijn stuk had Mussert hem de 'den zich katholiek noemenden Van Duinkerken' genoemd. De ballade is - volgens de ondertitel - een antwoord aan Mussert van Van Duinkerken. De ondertitel van het gedicht luidt: Aan Ir. A. Mussert, die zich in zijn propagandablad van vrijdag 6 december 1935 veroorloofde te schrijven over ‘den zich katholiek noemenden Van Duinkerken‘. In de ballade, op 9 december 1935 gepubliceerd op de voorpagina van het katholieke dagblad De Tijd, en later door andere kranten overgenomen, stelt Van Duinkerken consequent de tweeduizend jaar oude leer van de Katholieke Kerk tegenover het onwelluidend schreeuwen van Musserts opgewonden kliek, die zich mogelijk ooit op een geschiedenis van twintig volle jaren zal kunnen beroepen. 
Elk van de vijf strofen en de toegevoegde prince eindigt met de zin Daarom, mijnheer, noem ik mij katholiek! Het gedicht geldt als een van de vroegste Nederlandse publieke aanklachten tegen het nationaalsocialisme en tegen het antisemitisme dat deze stroming, overigens in 1935 nog niet eens zo zeer in Nederland, aankleefde. De tweede strofe verwoordt dit duidelijk:
Gij weet het slecht, maar in een zieke tijd,
toen Rome rot was van de dictatoren,
elkaar verdringend met de grage nijd
van wie elkanders roem niet kunnen horen,
werd God de Zoon te Bethlehem geboren
uit ene Maagd wier naam in uw oren
klank voert van ketterij en godsdienststrijd:
een joodsche vrouw, die gij diep zoudt verachten
- joden zijn aan uw soort niet sympathiek -
maar die het licht is onzer zwartste nachten,
daarom, mijnheer, noem ik mij katholiek!
Van Duinkerken verwierf nationale bekendheid met dit gedicht. Binnen de Nederlandse literaire wereld maakte de houding die Van Duinkerken innam ten opzichte van het gedachtegoed van de NSB een einde aan diens jarenlange twisten met Menno ter Braak, nu beide antagonisten elkaar vonden in hun afkeer van de nazi-ideologie.